# Pam Ferris
Pam Ferris (Hannover, 1948. május 11. –)  angol színésznő.

## Filmográfia

### Film
| Év   | Magyar cím                                        | Eredeti cím                              | Szerep                             | Magyar hang     |
| ---- | ------------------------------------------------- | ---------------------------------------- | ---------------------------------- | --------------- |
| 1996 | Matilda, a kiskorú boszorkány                     | Matilda                                  | Miss Agatha Trunchbull             | Molnár Piroska  |
| 2002 | Dögölj meg, Smaci!                                | Death to Smoochy                         | Tommy Cotter                       | Martin Márta    |
| 2004 | Miss Gladiátor, avagy a díva, a dinka és a rusnya | Gladiatress                              | Mrs. Goatsplitter                  |                 |
| 2004 | Harry Potter és az azkabani fogoly                | Harry Potter and the Prisoner of Azkaban | Marjorie „Marge” Dursley           | Győry Franciska |
| 2004 | Piccadilly Jim                                    | Piccadilly Jim                           | Miss Trimble                       | Némedi Mari     |
| 2006 | Az ember gyermeke                                 | Children of Men                          | Miriam                             | Kocsis Mariann  |
| 2008 | A másik férfi                                     | The Other Man                            | Vera                               | Bessenyei Emma  |
| 2008 |                                                   | Telstar                                  | Mrs. Violet Shenton                |                 |
| 2009 | Karácsonyi misztérium                             | Nativity!                                | Mrs. Bevan                         |                 |
| 2009 | Malőr Csodaországban                              | Malice in Wonderland                     | hercegnő                           |                 |
| 2012 | A holló                                           | The Raven                                | Mrs. Bradley                       | Bókai Mária     |
| 2012 |                                                   | Nativity 2: Danger in the Manger         | Mrs. Bevan                         |                 |
| 2013 | A Mikulás-mentőakció                              | Saving Santa                             | Mrs. Claus (hangja)                | Bókai Mária     |
| 2016 |                                                   | Ethel & Ernest                           | Mrs. Bennett / Betty néni (hangja) |                 |
| 2018 | Holmes és Watson                                  | Holmes & Watson                          | Viktória királynő                  | Halász Aranka   |
| 2019 | Tolkien                                           | Tolkien                                  | Mrs. Faulkner                      | Halász Aranka   |

### Televízió
| Év        | Magyar cím                         | Eredeti cím                                                  | Szerep                  | Megjegyzések                                      |
| --------- | ---------------------------------- | ------------------------------------------------------------ | ----------------------- | ------------------------------------------------- |
| 1971      |                                    | BBC Play of the Month                                        | Puck és Fairie          | 1 epizód                                          |
| 1983      | Időközben                          | Meantime                                                     | Mavis                   | tévéfilm                                          |
| 1984–1987 |                                    | Dramarama                                                    | Dorothy / Anne Bailey   | 2 epizód                                          |
| 1985      | Vérbeli sztár                      | Star Quality                                                 | Marian Blake            | tévéfilm magyar hangja Halász Aranka              |
| 1985      |                                    | The Bill                                                     | Mrs. Draper             | 1 epizód                                          |
| 1985      |                                    | Connie                                                       | Nesta                   | 13 epizód                                         |
| 1986      |                                    | Ladies in Charge                                             | Charlie                 | 1 epizód                                          |
| 1987      |                                    | Hardwicke House                                              | Ms. Crabbe              | 7 epizód                                          |
| 1987      |                                    | Lizzie's Pictures                                            | Grace                   | minisorozat (3 epizód)                            |
| 1987      | Baleseti sebészet                  | Casualty                                                     | Linda                   | 1 epizód                                          |
| 1988      |                                    | The Fear                                                     | Brenda                  | 1 epizód                                          |
| 1988      |                                    | Valentine Park                                               | Mrs. Fox                | 1 epizód                                          |
| 1988      |                                    | South of the Border                                          | Brenda                  | 1 epizód                                          |
| 1989      |                                    | All Change                                                   | Maggie Oldfield         | 1 epizód                                          |
| 1990      | A narancs nem az egyetlen gyümölcs | Oranges Are Not the Only Fruit                               | Mrs. Arkwright          | minisorozat (3 epizód)                            |
| 1990      |                                    | A Sense of Guilt                                             | Magdalen Parry          | 3 epizód                                          |
| 1991–1993 |                                    | The Darling Buds of May                                      | Florence "Ma" Larkin    | 20 epizód                                         |
| 1992      |                                    | Mr Wakefield's Crusade                                       | Mad Marion              | 2 epizód                                          |
| 1992      |                                    | Cluedo                                                       | Mrs. White              | 6 epizód                                          |
| 1992      |                                    | Performance                                                  | Mrs. Bryant             | 1 epizód                                          |
| 1993      |                                    | Comedy Playhouse                                             | Matron                  | 1 epizód                                          |
| 1994      |                                    | Middlemarch                                                  | Mrs. Dollop             | 3 epizód                                          |
| 1994      | Nyúl Péter és barátai              | The World of Peter Rabbit and Friends                        | Pettitoes néni (hangja) | 1 epizód                                          |
| 1994      |                                    | The Rector's Wife                                            | Eleanor Ramsay          | 2 epizód                                          |
| 1995      |                                    | Screen Two                                                   | Alice Hartley           | 1 epizód                                          |
| 1996      |                                    | Wycliffe                                                     | Pat Trethowan           | 1 epizód                                          |
| 1996      | A Wildfell-ház lakója              | The Tenant of Wildfell Hall                                  | Mrs. Markham            | minisorozat (2 epizód)                            |
| 1997–2000 |                                    | Where the Heart Is                                           | Peggy Snow              | 36 epizód                                         |
| 1998      | Közös barátunk                     | Our Mutual Friend                                            | Mrs. Boffin             | minisorozat (4 epizód)                            |
| 1999      |                                    | The Turn of the Screw                                        | Mrs. Grose              | tévéfilm                                          |
| 2001      |                                    | Linda Green                                                  | Norma Fitts             | 1 epizód                                          |
| 2002      |                                    | Paradise Heights                                             | Marion Eustace          | 6 epizód                                          |
| 2003      | Műszak után                        | Clocking Off                                                 | Pat Fletcher            | 6 epizód                                          |
| 2003      | Doc Martin olajra lép              | Doc Martin and the Legend of the Cloutie                     | Lolita                  | tévéfilm                                          |
| 2003–2006 | Titkok kertjei                     | Rosemary & Thyme                                             | Laura Thyme             | 22 epizód                                         |
| 2004      | Miss Marple                        | Agatha Christie's Marple                                     | Elspeth McGillicuddy    | 1 epizód (Paddington 16.50) magyar hangja Pap Éva |
| 2006      |                                    | Jane Eyre                                                    | Grace Poole             | 4 epizód                                          |
| 2007      |                                    | Lilies                                                       | Alice Bird              | minisorozat (1 epizód)                            |
| 2007      | Karácsony a Riviérán               | Christmas at the Riviera                                     | Avril                   | tévéfilm                                          |
| 2008      | Kis Dorrit                         | Little Dorrit                                                | Mrs. Hortensia General  | 9 epizód                                          |
| 2009      |                                    | Gavin & Stacey                                               | Catherina "Cath" Smith  | 2 epizód                                          |
| 2010      |                                    | Grandma's House                                              | Deborah Adler           | 1 epizód                                          |
| 2011      | Kisvárosi gyilkosságok             | Midsomer Murders                                             | Liz Tomlin              | 1 epizód                                          |
| 2011      |                                    | Luther                                                       | Baba                    | 3 epizód                                          |
| 2012–2016 | Hívják a bábát                     | Call the Midwife                                             | Evangelina nővér        | 36 epizód magyar hangja Szabó Éva                 |
| 2020      | Városi legendák                    | Urban Myths                                                  | Madame Gaudin           | 1 epizód                                          |
| 2021      |                                    | Beauty and the Beast: A Comic Relief Pantomime for Christmas | Marie                   | tévéfilm                                          |